# Chinobrium vesculum
Chinobrium vesculum là một loài bọ cánh cứng trong họ Cerambycidae.